# Eutrixopsis conica
Eutrixopsis conica är en tvåvingeart som beskrevs av Zeegers 2007. Eutrixopsis conica ingår i släktet Eutrixopsis och familjen parasitflugor. Inga underarter finns listade i Catalogue of Life.